# Kateřina Pechová (1995)
Kateřina Pechová (* 14. srpna 1995 Strakonice) je česká moderátorka a filmová, televizní a divadelní herečka. Ve filmu debutovala v roce 2014 vedlejší postavou Adély v hořké komedii Hany. Známou se stala rolí Lindy Kalinové v seriálu Ordinace v růžové zahradě 2, kde ztvárnila přítelkyni Jakuba Mázla, která s ním v patnácti letech otěhotní. Věnuje se také moderování společenských akcí a pravidelně moderuje odpolední vysílání Hitrádia City 93,7 FM.

## Životopis
Narodila se roku 1995 v jihočeských Strakonicích. Její matka hrála ochotnické divadlo ve Volyni u Pikiho, což ovlivnilo i Kateřinu, která tak od dětství tíhla k herecké profesi. Na prvním stupni základní školy si u Pikiho zahrála v pohádkách. Po ukončení povinné školní docházky a po jednoletém studiu gymnázia pokračovala dva roky hudebně-dramatickým oborem na Pražské konzervatoři pod odborným vedením Vladislava Beneše, Evy Režnarové a Jiřího Schoenbauera, jenž prohluboval její vzdělání v oblasti zpěvu.
V sedmnácti letech vyhrála casting na roli Lindy Kalinové seriálu Ordinace v růžové zahradě 2, vysílaném na TV Nova, a přešla na volyňskou střední školu se zaměřením na veřejnou správu, která jí umožnila individuální studium. Vedle herecké kariéry rovněž zpívala, a to v kapele Messy Mind.

## Filmografie

### Filmy
- 2014: Hany
- 2022: Když prší slzy

### Seriály
- Ordinace v růžové zahradě 2
- Cirkus Bukowsky
- Doktorka Kellerová
- 1. mise